# Caravelas (Bahía)
Caravelas es una ciudad brasileña en el estado de Bahía. Es el núcleo de población más cercano al archipiélago de Abrojos. Está comunicada por el aeropuerto de Caravelas.
Caravelas fue fundada en 1583 por colonos portugueses. Antaño fue centro de una floreciente industria ballenera.